# Slag bij Corpus Christi
De Slag bij Corpus Christi vond plaats tussen 12 augustus en 18 augustus 1863 bij Corpus Christi, Texas tijdens de Amerikaanse Burgeroorlog. De Noordelijke marine bombardeerde de stad en versloeg een flottielje van Zuidelijke schepen. Hun amfibische aanval mislukte echter.

## Achtergrond
Texas was de belangrijkste aanvoerlijn voor het Zuiden tijdens de burgeroorlog. De Noordelijke marine deed er dan ook alles aan om de kust van Texas te blokkeren. De Noordelijke vloot bestond uit de USS Belle Italia, USS Sachem, USS Arthur, USS Reindeer en de USS Corypheus. Corpus Christi beschikte over een Zuidelijke flottielje dat bestond uit de CSS Breaker, CSS Elma en de CSS Hannah. Daarnaast werd de haven beschermd door Fort Kinney. De garnizoenscommandant was majoor Alfred M. Hobby. Hij beschikte over 700 soldaten en een aantal kanonnen.

## De slag

### De raid op Corpus Christi
Rond de middag voeren de Belle Italia, Sachem, Reindeer en de Corypheus via een kanaal de baai van Corpus Christi binnen. Ze botsten op de CSS Breaker die net terugkwam van een verkenningsmissie. Na een lange achtervolging haalden de Noordelijke schepen de Breaker in en openden het vuur. De Zuidelijke kapitein liet zijn schip stranden op een zandbank waarna hij het schip kelderde om niet in Noordelijke handen te vallen. De Noordelijken slaagden er net op tijd in om het schip te redden van volledige vernietiging. Ze lapten het schip op en namen het mee naar hun eigen linies. De twee overgebleven Zuidelijke schepen waren te klein om een verschil te maken en werden door hun eigen bemanning tot zinken gebracht.

### De blokkade
Na hun schermutseling met de Breaker blokkeerden de Noordelijke schepen de haven van Corpus Christi. De Sachem en Corypheus kregen de opdracht om Fort Kinney te bombarderen. De Arthur werd in noordelijke richting gestuurd om nieuwe voorraden en munitie op te halen. De Belle Italia en Reindeer werden in reserve gehouden. De Breaker werd gebruikt als hospitaalschip.
In de ochtend van 13 augustus ging een kleine Noordelijke delegatie aan land onder leiding van luitenant Kittredge om de overgave van het fort en de stad te eisen. Ze kregen 48 uur de tijd om vrouwen en kinderen te evacueren indien ze de strijd wilden verder zetten. De Zuidelijken accepteerden de voorwaarden. Op 16 augustus werd de aanval om onduidelijke redenen niet ingezet waardoor de Zuidelijken nog meer tijd kregen om hun fort te versterken.

### De aanval op Fort Kinney
De Zuidelijken evacueerden hun burgers en zetten het werk aan hun fort verder. Toen deze operatie rond was, vielen ze in de vroege ochtend van 17 augustus de Noordelijke schepen aan. Luitenant Kittredge beantwoordde het vuur en kon de batterijen tijdelijke het zwijgen opleggen. Na enige tijd werd het duel verder gezet. Toen de duisternis inviel trokken de Noordelijke schepen zich terug uit de vuurlinie. Zowel de Sachem, de Corypheus als de Bella Italia werden geraakt. De schade was echter beperkt.
Tegen middernacht werden er een dertigtal matrozen en een houwitser aan land gezet om het fort te bombarderen. De volgende ochtend rukten de Noordelijken op en openden zowel vanuit zee als van op het land het vuur op het Zuidelijke fort. De Zuidelijke cavalerie probeerde de matrozen en de houwitser te verslaan. Dankzij de steun vanuit zee slaagden de Noordelijken erin om hun slaglinie te behouden. Toen hun munitie bijna op was, trokken ze zich al vechtend terug naar de Bella Italia die op hun lag te wachten. Het Fort zelf werd niet ingenomen. De kanonnen werden het zwijgen opgelegd door de Noordelijke marine. De Zuidelijken trokken zich terug in de stad nadat ze de Noordelijke matrozen en houwitser verslagen hadden. De Noordelijke schepen concentreerde nu het vuur op de stad zelf. Na de beschieting trokken de schepen zich terug naar Aransas Bay.

## Gevolgen
De verliezen voor beide zijden zijn onzeker. De Noordelijken hadden twee gewonden te betreuren. Ten minst één Zuidelijke soldaat liet het leven en majoor Hobby raakte lichtgewond. De slag was een tactische overwinning voor de Noordelijken omdat de Zuidelijke schepen vernietigd werden en het fort onbruikbaar werd. Het kan ook als een strategische overwinning voor het Zuiden gezien worden omdat de stad in hun handen bleef en de Noordelijke amfibische aanval werd afgeslagen.